# همی‌تیواستال

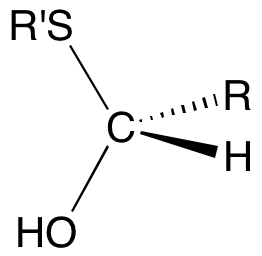
گروه عاملی همی‌تیواستال

همی‌تیواستال یک گروه عاملی آلی با فرمول کلی RCH(OH)SR است که به آن‌ها تیوهمی‌استال هم می‌گویند. همی‌تیواستال‌ها با داشتن چهار کربن قابل جایگزینی، یک مولکول دست‌سان اند. گروه عاملی مرتبط با این مواد، دی‌تیوهمی‌استال با فرمول RCH(SH)SR است.

## ساخت
همی‌تیواستال از واکنش یک تیول با یک آلدهید بدست می‌آید:
RCHO + R’SH  RCH(OH)(SR’)
همی‌تیواستال‌ها معمولاً یک فروکافت اسیدی دارند این مواد معمولاً مادهٔ واسطه در تولید دی تیول استال اند:
RCH(OH)(SR’) + R’SH  RCH(SR’)2 + H2O